# カンボジアにおけるLGBTの権利
カンボジアにおける国内の伝統的規範（Mores）は同性愛に寛容的で、中間的な性（第三の性）と呼ばれる人々に対する支援があるものの、LGBT（レズビアン、ゲイ、バイセクシャル、トランスジェンダー）の権利保護に関する法律はない。

## 刑法
同性間の性行為は、成人間の同意に基づく非商業的なものは合法である。性行為に関する規制を定めた条項では、性的同意年齢を15歳と定めている。

## カンボジア文化の伝統的規範
クメール語には男性 (bros) と女性 (srey) の他に、中間の性を表す「kteuy」という単語がある。この語は外見的に男性または女性のいずれかであるが、振る舞いがもう一方の性にある人々を指す。タイには似た言葉「Kathoey」があるが、こちらは現在はトランスジェンダー女性を指し、また異性装者を指す場合によく使われる。
広義な kteuy のカテゴリには "short hairs" と "long hairs" のサブグループが存在する。Short hairs (sak klay) は服装や性同一性が男性の男性で、性的対象も男性 (bros pith brakat) の人物を表す。Long hairs (sak veng、srey sros や charming girls とも呼ばれる)は性同一性が女性である人々を表し、また時にホルモン治療や性別適合手術により身体的特徴も女性に変える人もいる。
「bros pith brakat」は男性（Real men）を意味する単語であるが、彼らは性同一性や振舞いが男性（bros）で long hair と Short hair の両方に対して性的関心を持つ。また女性と結婚し、性的対象も女性に限る人もいるが、性的パートナーの幅が広い人々も存在する。
Kteuy の人々は社会受容（婚姻や養育などの問題を含む）や暴力についての深刻な問題に直面している。カンボジアの一般的な社会環境では Kteuy の存在に寛容的であるが、軽蔑や差別の対象となる場合がある。男性（Real men）の中には非男性的な人物に対する攻撃や性的暴行を行なう人々も居る。ノロドム・シハヌーク前国王は、私的な会話にて、非マイノリティである男性（Real men）は社会における暴力の源である、とコメントしたことがある。
LGBTの人々に対する文化的寛容は、LGBTの権利の向上に影響を与えている。しかしながら文化的規範や仏教はLGBTの人々の許容を説いているが、結婚や家族養育への社会的圧力もあり、ハラスメントや差別も存在している。

## 差別およびハラスメント保護
職場や教育現場、住居、ヘルスケア、金融やその他のビジネスサービスにおいて、性的指向や性同一性に基づく差別は明確に違法とされていない。同様にLGBTの人々に対するハラスメントや暴力に関連した法律は存在しない。LGBTの人々に対する差別やハラスメントを規制する法整備について公的に賛同する政治家や政党はまだない。
1990年代には市民権の保護不足から、カンボジアのLGBTの人々の間でアムカウトや人権や尊厳を求める活動が盛り上がった。政府は基本的にゲイバーやプライドパレード。LGBTの権利擁護を行なう政治活動の一部許容などを認めている。現在は Cambodia LGBT Pride! や M Style などのLGBTに関連した様々な団体が存在している。
2007年に、首相フン・センは養女がレズビアンであることを理由に勘当した事を公表した。
2010年に Cambodian Center for Human Rights は性的指向や性同一性を保護し、LGBTの人々を支援するプロケジェクトを立ち上げた。2010年12月に同団体はカンボジア国内のLGBTについて纏めたレポートを公表した。
2011年2月にカンボジアのツアー企業らによりLGBTツアー客を対象にした "Adore Cambodia" と題したグローバルキャンペーンが行なわれた。カンボジア観光省はこの動きに賛同し、同省の So Sokvuthy は「カンボジアは国として、また宗教的にも性別による差別の無い風土であり、この動きを支援します。」とコメントした。

## 同性結婚やパートナーシップ制度の承認
2004年2月に、当時の国王ノロドム・シハヌークによりカンボジアにおける同性愛者の権利についての議論が起こった。シハヌーク国王は自身のウェブサイトにてサンフランシスコにて行なわれた同性結婚について触れ、国民が同性結婚を望むのであれば、私も同じ考えだとの意見を伝えた。シハヌーク王は、同性愛や異性装に対する神の考えについて「（神の愛は）幅広く存在する」として平等であるとの考えを述べた。
国王の意見とは対照的に、レズビアンであることを理由に首相が養女を勘当している。
憲法では婚姻を男女間のみと定め、同性結婚は宗教上の儀式にのみ留まっている。パートナーシップが認められた例に1995年3月にカンダル州の  Kro Bao Ach Kok という村における Khav Sokha と Pum Eth の結婚事例がある。カンボジアの英字新聞『The Phnom Penh Post』のインタビューに対して Sokha は「役場は奇妙に思ったけど、（前の結婚において）既に3人の子供が居たから認めてくれた。もし私達が子供無しの独身であったら、子供を授かることができない私達の関係は認められなかったであろうと彼らは言っていた。」と述べている。このケースは公式の婚姻として認められたものであり、この出来事に対する反発も発生しなかった。結婚式には仏僧や州の高官をはじめとした250人が出席して行なわれた。

## プライドイベント
2003年に首都プノンペンにて最初のLGBTプライドイベントが行なわれた。その後毎年開催されている。かつてはタブーともされたカンボジア国内の同性愛は次第に受容されつつある。2006年に行なわれたイベントでは400人のカンボジア人が参加した。

## ポピュラー文化
2009年にレズビアンを題材とした映画がカンボジアで初めて制作され、国内でヒットした。